# 伦根旺
伦根旺是德国巴伐利亚州的一个市镇。总面积19.62平方公里，总人口1362人，其中男性713人，女性649人（2011年12月31日），人口密度69人/平方公里。